# Фицджеральд, Тара
Тара Фицджеральд (англ. Tara Fitzgerald; род. 18 сентября 1967) — британская актриса театра, кино и телевидения.

## Биография

### Юность
Родилась в Какфилде, графство Суссекс, в семье Майка Кэллаби и Сары Джеральдин Фицджеральд (см. род Фицджеральды). Она — старшая из трёх сестёр. Её мать — ирландка, по профессии фотограф, а отец — художник, родом из Италии. По материнской линии Тара приходится внучатой племянницей актрисе Джеральдин Фицджеральд.
Родители развелись, когда девочке было три года. Позднее, когда Таре исполнилось шесть лет, её мать вышла замуж за ирландского актёра Нормана Родуэя. Из-за частых переездов в связи с актёрской деятельностью отчима, Таре пришлось сменить несколько учебных заведений.
После школы она поступила в Ричмондский колледж в Мидлсексе и, не окончив курс, отправилась на прослушивания в Королевскую академию драматического искусства и Гилдхоллскую школу музыки и театра, но потерпела неудачу. Проработав два года официанткой, поступила в Лондонский драматический центр, завершив обучение в июле 1990 года. 

### Карьера
Её кинодебют состоялся уже в следующем году в комедии «Услышьте мою песню», международное признание пришло после работы в картине 1994 года «Сирены», где её партнёрами были Хью Грант и Сэм Нилл. За роль жены священника Эстеллы Кэмпион Фицджеральд была номинирована на соискание премии AFI Award как лучшая актриса.
С 1991 года Фицджеральд начала активно участвовать в телевизионных постановках канала BBC, снявшись более чем в 20 фильмах и сериалах. Параллельно развивалась и её карьера на театральной сцене. Первой значимой работой стала роль в спектакле Our Song (1992), где её партнёром выступил Питер О’Тул, а в 1995 году актриса попробовала свои силы в шекспировской драме, исполнив роль Офелии в дуэте с Рэйфом Файнсом, сыгравшим Гамлета. За эту роль Фицджеральд получила театральную награду Drama Desk Award. Впоследствии в её репертуар добавились роли в античной трагедии, пьесах европейских и американских классиков и творениях современных драматургов.

### Личная жизнь
В 2001 году Фицджеральд вышла замуж за британского актёра и режиссёра, Джона Шариана, который снял её в короткометражном фильме «Похищение букмекера Боба». Они расстались в мае 2003 года, а позже развелись.
Она проживает в Лондоне.

## Избранная фильмография
| Год       |    | Русское название                                         | Оригинальное название                                      | Роль                |
| --------- | -- | -------------------------------------------------------- | ---------------------------------------------------------- | ------------------- |
| 1991      | ф  | Услышьте мою песню                                       | Hear My Song                                               | Нэнси Дойл          |
| 1994      | ф  | Сирены                                                   | Sirens                                                     | Эстелла Кэмпион     |
| 1994      | ф  | Любовь без имени                                         | A Man of No Importance                                     | Адель Райс          |
| 1995      | ф  | Англичанин, который поднялся на холм, а спустился с горы | The Englishman Who Went Up a Hill But Came Down a Mountain | Бетти из Кардиффа   |
| 1995      | тф | Нерешительность Поппи Кэрью                              | The Vacillations of Poppy Carew                            | Поппи Кэрью         |
| 1996      | ф  | Дело — труба                                             | Brassed Off                                                | Глория              |
| 1996      | тф | Незнакомка из Уайлдфелл-Холла                            | The Tenant of Wildfell Hall                                | Хелен Грэм          |
| 1997      | тф | Женщина в белом                                          | The Woman in White                                         | Мэриан Фэрли        |
| 1998      | тф | Берег головорезов                                        | Frenchman’s Creek                                          | Дона Сент-Колам     |
| 2000      | ф  | Ржавый алюминий                                          | Rancid Aluminium                                           | Маша                |
| 2001      | ф  | Зияющая синева                                           | Tmavomodrý svět                                            | Сьюзан Уитмор       |
| 2003      | ф  | Я захватываю замок                                       | I Capture the Castle                                       | Топаз Мортмейн      |
| 2004      | с  | Мисс Марпл: Тело в библиотеке                            | Agatha Christie's Marple: The Body in the Library          | Аделаида Джефферсон |
| 2004      | ф  | Пять детей и волшебство                                  | Five Children and It                                       | мама                |
| 2006      | ф  | Проклятое место                                          | In a Dark Place                                            | миссис Гроуз        |
| 2006      | с  | Джейн Эйр                                                | Jane Eyre                                                  | миссис Рид          |
| 2006      | с  | Королева-девственница                                    | The Virgin Queen                                           | Кэт Эшли            |
| 2007—2011 | с  | Воскрешая мёртвых                                        | Waking the Dead                                            | Ив Локхарт          |
| 2009      | тф | Тебе конец                                               | U Be Dead                                                  | Дебра Пембертон     |
| 2011      | с  |                                                          | The Body Farm                                              | Ив Локхарт          |
| 2013—2015 | с  | Игра престолов                                           | Game of Thrones                                            | Селиса Баратеон     |
| 2014      | с  | Мушкетёры                                                | The Musketeers                                             | Мария Медичи        |
| 2014      | с  |                                                          | In the Club                                                | Сьюзи               |
| 2014      | ф  | Исход: Цари и боги                                       | Exodus: Gods and Kings                                     | Мириам              |
| 2015      | ф  | № 44                                                     | Child 44                                                   | Инесса Нестерова    |
| 2015      | ф  | Легенда                                                  | Legend                                                     | миссис Ши           |
| 2017      | с  | Страйк                                                   | Strike                                                     | Тэнзи Бестиги       |

## Роли в театре
| Год  | Название пьесы    | Роль               | Режиссёр       | Драматург                              | Театр                                            |
| ---- | ----------------- | ------------------ | -------------- | -------------------------------------- | ------------------------------------------------ |
| 1992 | Our Song          | Анджела Кэкстон    |                | Кит Уотерхаус                          | Apollo Theatre (Лондон) и тур по Великобритании  |
| 1995 | Гамлет            | Офелия             | Джонатан Кент  | Уильям Шекспир                         | Алмейда (Лондон), Belasco Theatre (Нью-Йорк)     |
| 1999 | Антигона          | Антигона           |                | Софокл                                 | Олд Вик, Yvonne Arnaud Theatre, Oxford Playhouse |
| 2000 | Трамвай «Желание» | Бланш Дюбуа        |                | Теннесси Уильямс                       | Bristol Old Vic                                  |
| 2004 | Кукольный дом     | Нора Хельмер       |                | Генрик Ибсен, Зинни Харрис (адаптация) | Тур по Великобритании                            |
| 2004 | Clouds            | Мара Хилл          | Дженни Дарнелл | Майкл Фрэйн                            | Тур по Великобритании                            |
| 2005 | И никого не стало | мисс Вера Клейторн | Стивен Пимлотт | Агата Кристи                           | Gielgud Theatre                                  |
| 2009 | Кукольный дом     | Кристина Лайл      | Кфир Йефет     | Генрик Ибсен, Зинни Харрис (адаптация) | Donmar Warehouse                                 |
| 2009 | Мизантроп         | Марсия             | Тея Шаррок     | Мольер, Мартин Кримп (адаптация)       | Comedy Theatre                                   |